# Carolina Granberg
Carolina Desideria Granberg, senare Friebel, född 31 mars 1818 i Stockholm, död 2 oktober 1884 i Stockholm, var en svensk ballerina.  
Hon blev elev hos Sophie Daguin vid Kungliga Baletten 1834, premiärdansös 1838-1855.  Under 1830-talet nämndes hon som en av balettens ledande dansöser jämsides med Sophie Daguin, Charlotta Alm och Adolfina Fägerstedt.  Hon var elev till Marie Taglioni och ska ha tagit lektioner av denna under Taglionis gästbesök 1841.  Hon avslutade sin karriär 1855 och fick då pension, något som vid denna tid inte var någon självklarhet. 
Bland hennes roller fanns en av de tre gracerna i "Ett mythologiskt divertissement" av Anders Selinder tillsammans med Adolfina Fägerstedt och Charlotta Ek mot Sophie Daguin som Venus, Selinder som Apollo och Charlotta Norberg som Kärleken; en roll i baletten till »Robert» mot Christian Johansson och Sophie Daguin, en spansk nationaldans mot Anders Selinder i »Ett divertissement af dans», den uppmärksammade »la Cachucha» som var hennes bidrag till ett potpurri, och ett Pas de cinq mot den franska gästartisten François Lefèbvre med Daguin, Adolfina Fägerstedt, Charlotta Norberg samt även en Béarnaise mot Lefèbvre, som då uppmärksammades mycket. 
Hon beskrivs som den "sylfidiska fru Friebel" och ska ha varit "en af våra allra utmärktaste dansöser och excellerade bl. a. i en af Fanny Elssler komponerad cachucha."
Hon gifte sig 1840 med oboisten Friedrich Moritz Friebel.